# Subligny, Manche

Subligny este o comună în departamentul Manche, Franța. În 1 ianuarie 2022 avea o populație de 377 de locuitori.